# 家政学
家政是家庭事的管理工作，属于一种职业或一个行业。家政学是研究家政的学科，是社会科学的一种。以研究人與自然環境、社會環境的互動，並以提升個人及家庭的生活品質為目標。

## 各地情況
臺灣最早的家政教育，始於國立臺灣師範大學家政系。家政也屬於高中學科，目前隸屬於教育部國民及學前教育署，該學科中心依據署內計畫執行家政學科新課綱推動、研發教材（其中尤以「高中家政教學錦囊」著名）、專為高中家政教師舉辦研習、組成各區共（同）備（課）教師團隊並互相聯繫交流。該中心自2005年起設立於國立臺南女子高級中學。

## 相关领域
- 家庭经济学
- 儿童心理学
- 营养学
- 生理学
- 人口学
- 遗传学
- 优生学
- 人才学
- 社会学
- 伦理学
- 美学
- 灾难应对